# الرجيع
الرَجيع مورد ماء يعرف اليوم باسم «الوطية» يقع شمال مكة على قرابة سبعين كيلا، قبيل عسفان إلى اليمين، في طرف شامية ابن حمادي من الشمال، بسفح حرة بني جابر الجنوبي. وشامية ابن حمادي هي: أسفل الهدة.
ويقال، أنه بين هدى الشام ومدركة في ملتقى أودية عند قرية الزريب والبناية.

## تاريخيا
الرجيع (بفتح الراء، وكسر الجيم، وآخره عين مهملة): أرتبط ذكره بيوم الرجيع، حيث قتلت الهون والقارة النفر من الصحابة الذين بعثهم معهم رسول الله ﷺ، وهم: مرثد بن أبي مرثد، وخالد بن البكير، وعاصم بن ثابت، وخبيب بن عدي، وزيد بن الدثنة، وعبد الله بن طارق، فقتلتهم غدرا على ماء الرجيع بالهدة.